# Барановский, Збигнев
Збигнев Барановский (пол. Zbigniew Baranowski, род. 2 июля 1991, Бялогард, Западно-Поморское воеводство) — польский борец вольного стиля, призёр чемпионатов Европы.

## Биография
Родился в 1991 году в Бялогарде. В 2011 году стал бронзовым призёром первенства Европы среди юниоров.
В 2016 году принял участие в Олимпийских играх в Рио-де-Жанейро, но занял там лишь 10-е место. В 2019 году стал серебряным призёром чемпионата Европы.